# Жигакс, Даниэль
Даниэль Жигакс (англ. Daniel Gygax; род. 28 августа 1981, Цюрих) — швейцарский футболист, полузащитник.

## Биография
Даниэль родился в Цюрихе; позднее его родители переехали в Гебенсторф (кантон Аргау), где будущий футболист и провёл своё детство. В течение нескольких лет играл в молодёжной сборной футбольного клуба «Баден». В 18 лет стал членом футбольного клуба «Цюрих», впоследствии (в 2001) разорвал с ним контракт из-за несоблюдения клубом условий договора. В 2001 он подписал контракт с клубом «Винтертур». В дальнейшем за свою карьеру Даниэль сменил несколько клубом в разных футбольных дивизионах Швейцарии, Франции и Германии. 7 июля 2008 года он перешёл в «Нюрнберг». 1 июля 2010 подписал четырёхлетний контракт со швейцарским клубом «Люцерн».
В период с 2004 по 2008 был участником национальной сборной Швейцарии по футболу, где он принял участие в 35 матчах и забил 5 голов.
Жигакс также освоил карьеру диджея, выступая с собственными электро-хаус композициями в местных фестивалях танцевальной музыки.